# Isola Prodolgovatyj
L'isola Prodolgovatyj (in russo Остров Продолговатый, ostrov Prodolgovatyj, in italiano "isola oblunga") è un'isola russa bagnata dal mare di Kara.
Amministrativamente fa parte del distretto di Tajmyr del Territorio di Krasnojarsk, nel Circondario federale della Siberia.

## Geografia
L'isola è situata direttamente a est del capo di Ivanov (мыс Иванова, mys Ivanova) sulla penisola di Pallas (полуостров Палласа, poluostrov Pallasa), una parte della penisola Zarja. Si trova a nord della costa di Chariton Laptev (берег Харитона Лаптева, bereg Charitona Lapteva), sulla costa occidentale della penisola del Tajmyr. Fa parte della Riserva naturale del Grande Artico.
È una isola di forma allungata (da qui il nome russo) e irregolare, che misura circa 4 km di lunghezza e 1,6 km di larghezza massima. Il punto più alto è di 42 m s.l.m. nella parte centrale. Le coste settentrionali raggiungono i 12 m d'altezza.

## Isole adiacenti
Prodolgovatyj è la maggiore di un gruppo di isolette che si estendono da ovest a est nel mare di Kara, al largo del capo di Ivanov, ma che, sulle mappe, non sono considerate un arcipelago.

Queste isole sono:
- Isola Belucha (остров Белуха, "isola del beluga),[4] la più occidentale, di forma leggermente allungata, misura circa 1,3 km[3] di lunghezza e ha un'elevazione massima di 27 m s.l.m. Poco a est c'è un isolotto senza nome. 76°02′52.98″N 91°26′58.2″E
- Isola Belušenok (остров Белушенок, "del piccolo beluga"), a est di Belucha, è un isolotto tondeggiante, dal diametro di circa 500 m.[3] 76°02′49.31″N 91°31′34.896″E
- Isola Udarnik (остров Ударник),[5] poco a ovest di Prodolgovatyj, ha una lunghezza di inferiore a 700 m[3] e raggiunge un'elevazione massima di 25 m s.l.m. 76°03′29.16″N 91°44′39.59″E
- Isola Gydojamo (остров Гыдоямо), a est di Prodolgovatyj, ha una forma irregolare e misura approssimativamente poco più di 1 km in lunghezza e 800 m in larghezza.[3] Ha un'altezza massima di 33 m s.l.m. 76°03′58.93″N 92°07′01.85″E
- Isola di Sorokin (остров Сорокина), a sud-est di Gydojamo, la più orientale del gruppetto; è una piccola isola ovale dalla lunghezza inferiore a 1 km.[3] Ha un'altezza massima di 13 m s.l.m. 76°02′42.684″N 92°15′48.348″E

Altre isole nelle vicinanze:
- Isola di Gavrilov (остров Гаврилова), a sud-est.
- Isole di Kruzenštern (острова Крузенштерна), a sud.